# Дмитриев, Иван Петрович
Ива́н Петро́вич Дми́триев (30 июля 1915, Вышний Волочёк — 23 октября 2003, Санкт-Петербург) — советский российский актёр театра и кино. Народный артист СССР (1980).

## Биография
Родился 30 июля 1915 года в Вышнем Волочке (ныне Тверская область) (по другим источникам — в Грозном).
В 1930 году окончил школу-семилетку в Вышнем Волочке. В 1929—1931 годах — артист вспомогательного состава, суфлёр, помощник режиссёра Вышневолоцкого городского театра.
В 1932—1936 годах учился в Ленинградском техникуме сценических искусств (ныне Российский государственный институт сценических искусств) (класс Ю. М. Юрьева).
В 1936—1938 годах — актёр Ленинградского театра Комедии (ныне Санкт-Петербургский академический театр комедии имени Н. П. Акимова).
В 1938—1946 годах служил в ВМФ СССР в качестве актёра Драматического театра Балтийского флота. Участник Великой Отечественной войны. Принимал участие в боях на полуострове Ханко. Артист фронтовой бригады.
В 1946—1948 годах — актёр Драматического театра Балтийского флота, с 1948 — Ленинградского драматического театра имени В. Ф. Комиссаржевской, с 1973 — Ленинградского академического театра драмы имени А. С. Пушкина (ныне Александринский театр). Сыграл на театральных подмостках около 200 ролей.
Член КПСС с 1971 года.
Скончался на 89-м году жизни 23 октября 2003 года в Санкт-Петербурге. Похоронен на Литераторских мостках Волковского кладбища.

### Семья
- Первая жена — Александра Владимировна Дэльвин (1915—2009), актриса, заслуженная артистка РФ (1994).
  - Дочь — Наталья (умерла во время блокады Ленинграда)
  - Дочь — Ксения[2]
  - В блокадном Ленинграде подобрал на улице мальчика-сироту Колю, которого они с супругой воспитали.
- Вторая жена — Галина Григорьевна (21.04.1923 — 15.06.2000)
  - Сын — Антон (05.02.1958 — 28.06.2000). Умер от сердечной недостаточности.

## Награды и звания
- Заслуженный артист РСФСР (1957)
- Народный артист РСФСР (1970)
- Народный артист СССР (1980)[3]
- Орден Красной Звезды (1942)
- Орден Отечественной войны I степени (1985)
- Орден «За заслуги перед Отечеством» IV степени (2000) — за большой вклад в развитие театрального искусства[4]
- Медаль «За боевые заслуги» (1943)
- Медаль «За оборону Ленинграда» (1944)
- Медаль «За победу над Германией в Великой Отечественной войне 1941—1945 гг.» (1945)
- Медаль «В память 250-летия Ленинграда» (1957)
- Почётная грамота Президиума Верховного Совета Литовской ССР (1950)
- Театральная премия Санкт-Петербурга «Золотой софит» (2000) — «За творческое долголетие и уникальный вклад в театральную культуру Санкт-Петербурга».

## Творчество

### Ленинградский драматический театр имени В. Ф. Комиссаржевской(1948—1973)
- 1948 — «Дети Ванюшина» С. А. Найдёнова — Алексей
- «Сорок первый» Б. А. Лавренёва — Говоруха-Отрок
- «Парень из нашего города» К. М. Симонова — Луконин
- «Фронт» А. Е. Корнейчука — Горлов
- «Последние» М. Горького — Алексей
- «Русский вопрос» К. М. Симонова — Гарри Смит
- «Молодая гвардия» по А. А. Фадееву — Иван Земнухов
- «Зыковы» М. Горького — Михаил
- «Вечно живые» В. С. Розова — Борис
- «Пятая колонна» Э. Хемингуэя — Филипп
- «После свадьбы» В. С. Розова — Жихарев
- «Пунтила» Б. Брехта — Пунтила
- «Платон Кречет» А. Е. Корнейчука — Платон Кречет
- «Преступление и наказание» по Ф. М. Достоевскому — Свидригайлов
- «Бесприданница» А. Н. Островского — Паратов
- «Горестная жизнь плута», инсценировка И. С. Ольшвангера по И. Ильфу и Е. Петрову — Остап Бендер
- «Время любить» Б. С. Ласкина — Харитонов
- «Царь Фёдор Иоаннович» А. К. Толстого — князь Иван Петрович Шуйский

#### Ленинградский академический театр драмы имени А. С. Пушкина (с 1973 до конца жизни)
- 1973 — «На дне» М. Горького — Сатин
- 1973 — «Ночью без звёзд» А. П. Штейна — Егорьев, капитан 1-го ранга
- 1973 — «Иней на стогах» Л. Моисеева — Тулин
- 1974 — «Похождения Чичикова, или Мёртвые души» по Н. В. Гоголю — Ноздрёв
- 1976 — «Приглашение к жизни» по роману Л. М. Леонова «Русский лес» — Чередилов, позже Иван Вихров, профессор-лесовод
- 1977 — «Пока бьётся сердце» Д. Я. Храбровицкого — Крымов
- 1978 — «Плоды просвещения» Л. Н. Толстого — Фёдор Иванович
- 1980 — «Над светлой водой» В. И. Белова — полковник
- 1981 — «Предел возможного» по И. А. Герасимову — Самарин Любомир Сергеевич, профессор
- 1982 — «Лукия» М. Гараевой — Борис Николаевич
- 1984 — «Вечер» А. А. Дударева — Василь-Мультик
- 1986 — «Капитанская дочка» А. С. Пушкина — отец Гринёва
- 1986 — «Чужая ноша» О. Т. Перекалина — Троха
- «Ивушка неплакучая» по М. Н. Алексееву — Леонтий Федорович
- «Отелло» У. Шекспира — Брабанцио
- «Шутники, или Похвальное слово Сумарокову» по творческому наследию А. П. Сумарокова — Хрюков
- «Потоп» Г. Бергера — Фрезер
- «Зимняя сказка» У. Шекспира — Старый пастух

### Фильмография
- 1939 — Четвёртый перископ — командир ЭПРОНовцев
- 1944 — Морской батальон — эпизод
- 1949 — Академик Иван Павлов — Дмитрий Петрович Павлов
- 1950 — Мусоргский — певец Мариинки
- 1951 — Белинский — Григорович
- 1955 — За витриной универмага — Михаил Иванович Крылов
- 1956 — Крутые Горки — Горелов
- 1956 — Моя дочь — Тимофей Кочан
- 1957 — Неповторимая весна — Новожилов Александр Васильевич
- 1957 — На переломе — Никитенко
- 1957 — Братья — инженер Котов
- 1957 — Матрос сошёл на берег — Алексей Ермоленко
- 1958 — Повесть наших дней — Сокол
- 1958 — Наш корреспондент — Ефим Павлович Гусаров
- 1958 — Последний дюйм — посетитель кафе
- 1958 — Ваня — Крыльцов Дмитрий
- 1959 — В едином строю — Матвеев
- 1959 — Человек меняет кожу — Бармин
- 1960 — Победитель (короткометражный) — Стрешнев
- 1961 — Полосатый рейс — Олег Петрович, старший помощник капитана
- 1961 — Самые первые — генерал
- 1961 — Жизнь сначала — Фёдор Власов
- 1963 — Хроника одного дня — Муратов
- 1964 — Русский лес — Валерий Крайнов
- 1964 — Ноль три — Теннов
- 1965 — Залп «Авроры» — Дыбенко
- 1966 — Авдотья Павловна — Шамрай, профессор
- 1967 — Тихая Одесса — Григорий Павлович Рахуба
- 1967 — Армия «Трясогузки» снова в бою — Борис Григорьевич Свиридов
- 1968 — Степень риска — академик
- 1968 — Ошибка Оноре де Бальзака — Москаленко
- 1969 — Песнь о Маншук — Максимов
- 1969 — Берег юности — эпизод
- 1970 — Барышня-крестьянка (фильм-спектакль) — Берестов
- 1970 — Крушение империи — председатель собрания
- 1970 — Любовь Яровая — офицер с букетом
- 1970 — Взрыв замедленного действия — Чернолусский
- 1971 — Красная метель — комиссар
- 1971 — Нина — Иван Иванович
- 1971 — Море нашей надежды — министр морского флота СССР
- 1972 — Последние дни Помпеи — Евгений Мамайский
- 1972 — Длинная дорога в короткий день — Кирилл Мефодьевич Ярмола
- 1973 — Старая крепость — Андрыхевич Степан Дормидонтович, отец Лики
- 1973 — Возвращённый год (короткометражный) — Матвей Фомич
- 1975 — Рождённая революцией — Иван Петрович Коломиец
- 1976 — Меня это не касается… — Варенцов, директор чайной
- 1977 — Мой друг дядя Ваня — профессор Иволгин
- 1978 — Сибириада — Блинов
- 1978 — Антонина Брагина — Алексей Павлович Брагин
- 1978 — Пуск — Курдюмов
- 1978 — След на земле — эпизод
- 1980 — В поте лица своего (фильм-спектакль) — Дородных
- 1980 — Государственная граница. Мы наш, мы новый… — Мокроусов, столбовой дворянин
- 1980 — Мой папа — идеалист — Иван Сергеевич
- 1980 — Главный конструктор — Семён Семёнович
- 1981 — Контрольная по специальности — Самохвалов
- 1982 — Никколо Паганини — граф Разумовский, русский посол
- 1982 — Формула памяти — Аркадий Стекольщиков, сотрудник НИИ памяти
- 1982 — Шурочка — Шульгович, полковой командир
- 1983 — Ювелирное дело — Сергей Иванович, полковник милиции
- 2002 — Время любить — отец Дмитрий